# Diga di Sa Forada de s'Acqua
La diga di Sa Forada de s'Acqua è uno sbarramento artificiale situato nell'omonima località, in territorio di Furtei, provincia del Medio Campidano.
L'opera è stata realizzata tra il 1960 e il 1962 su progetto esecutivo redatto dagli ingegneri Filippo Pasquini ed Ercole Luchini; venne collaudata il 9 marzo 1968. 

La diga è di tipo a materiali sciolti di terra permeabile e pietrame, con manto di tenuta di materiali artificiali; interrompendo il corso del rio S'Alluminu dà origine all'omonimo lago; comprese le fondamenta ha un'altezza di 27 metri e sviluppa un coronamento di 398,40 metri a 190,50 metri sul livello del mare. 
 
Alla quota di massimo invaso, prevista a quota 189, il bacino generato dalla diga ha una superficie dello specchio liquido di circa 15 ettari, mentre il suo volume totale è calcolato in 1,41 milioni di m³. La superficie del bacino imbrifero direttamente sotteso risulta di circa un chilometro quadrato.
L'impianto, di proprietà della Regione Sardegna, fa parte del sistema idrico multisettoriale regionale ed è gestito dall'Ente acque della Sardegna.